# Ауховский диалект
Ауховский диалект (чечен. Ӏовхойн диалект), Аккинский диалект (чечен. аьккхийн диалект) — диалект чеченского языка. Носители проживают в северной части Дагестана. Оценочная численность носителей диалекта составляет не менее 100 тысяч.
Некоторые исследователи предполагают, что южноауховский (пхарчхоевский) говор шароевского происхождения.

## Общие сведения
Ауховцы свободно пользуются литературным чеченским языком, их речь (ауховский диалект) рассматривается в отдельности от других диалектов чеченского языка, но это выделение правомерно только в плане исторического и сравнительно-исторического изучения вайнахских языков, в литературном чеченском языке и в ауховском диалекте целиком совпадающих слов значительно больше, чем в чеченском и ингушском. В 1936 году ингушский исследователь З. К. Мальсагов выпустил большую статью об аккинском диалекте.
В диалекте ауховцев нет таких слов, которые бы имели фрикативный глухой согласный «ф», в то время как в ингушском языке этот звук имеет довольно широкое распространение, особенно в заимствованных словах. В ауховском диалекте, при заимствовании данного звука, его звук заменяется наиболее близким ему взрывным глухим придыхательным согласным «п» или глухим спирантом «х». Например: фамилия — памили, фуражка — хурашка, конфета — кемпет, буфет — бупет и другие.
Ауховский диалект сближает с чеченским и то, что в нем в глагольных формах, как в чеченском, гласные «оь», «уь» широко распространены, а в ингушском они очень редко встречаются.
Ауховский диалект имеет своеобразные черты, отличающие его от всех других диалектов, а также особенности, сближающие его то с западными, то с восточными чеченскими диалектами.
Некоторые особенности диалекта: характерному для литературного языка комплексу согласных «лх» в ауховском соответствует «рх»: литер. малх, ауховск. марх («солнце»); литер. болх, ауховск. борх («работа»). В отличие от литературного, в ауховском нет прогрессивной ассимиляции аффиксального «н» в глагольных формах прошедшего времени: литер. аьлла, ауховск. аьлнд («сказал»); литер. делла, ауховск. даьлнд («кончил»). В ауховском классные показатели могут выступать в функции внешней флексии глагольных форм: литер. д-аьлла, ауховск. д-аьлн-д («закончил»); литер. делла, ауховск. д-йелн-д («отдал») и др. В ауховском диалекте отсутствует звук «Ф» также как и во многих чеченских диалектах.

## Говоры
Говоры ауховского диалекта:
- Равнинноауховский говор (Баматюртовский)
- Северноауховский говор (Кешенхоевский)
- Южноауховский говор (Пхарчхоевский)

Различия между гачалкоевским и пхарчхоевским говорами.
|            | Гачалкоевский | Пхарчхоевский |
| ---------- | ------------- | ------------- |
| «идёт»     | вагӀш         | вогӀш         |
| «пришёл»   | вени          | венув         |
| «сказал»   | аьлни         | аьлнд         |
| «закончил» | даьлни        | даьлнд        |

### Говоры по тайпам
| Тайп        | Тайп                | Говор                     | Родовое село |
| Аккой       | Ӏаккой              | южноаух.                  | Ширча-Аух    |
| Барчхой     | Барчхой             | северноаух.               | Барчхой-Отар |
| Бийтарой    | Бийтарой            | южноаух.                  | Ширча-Аух    |
| Билтой      | Билтой              | северноаух., равнинноаух. | Билт-Аух     |
| Боной       | Боной               | северноаух.               | Банайюрт     |
| Вяппий      | Ваьппий             | южноаух.                  |              |
| Гулой       | ГӀулой              | северноаух.               |              |
| Жей (Жевой) | Жей (Жевой)         | южноаух.                  | Пхарчхошка   |
| Зандакой    | Зандакъой           | северноаух., равнинноаух. | Мини-АтагӀа  |
| Зогой       | ЗогӀой              | северноаух.               | Бони-Аух     |
| Ковстой     | Къавстой (Къовстой) | северноаух.               | Кешен-Аух    |
| Кевой       | Кевой               | северноаух.               |              |
| Курчалой    | Курчалой            | северноаух., равнинноаух. |              |
| Кхархой     | Кхархой             | северноаух., южноаух.     |              |
| Мержой      | Мержой              | южноаух.                  |              |
| Ноккхой     | Ноккхой             | северноаух., южноаух.     |              |
| Овршой      | Овршой              | северноаух.               |              |
| Пешхой      | Пешхой              | северноаух.               |              |
| Пхарчхой    | Пхьарчхой           | южноаух.                  | Пхарчхошка   |
| Салой       | Салой               | северноаух.               |              |
| Цонтарой    | ЦӀонтарой           | северноаух., равнинноаух. |              |
| Цечой       | ЦӀечой              | северноаух.               |              |
| Чантий      | ЧӀаьнтий            | северноаух., южноаух.     |              |
| Чонтой      | Чонтой              | южноаух.                  |              |
| Чунгарой    | Чунгарой            | северноаух.               |              |
| Чхарой      | Чхьарой             | северноаух.               |              |
| Шинрой      | Шинрой              | северноаух., южноаух.     |              |

## Распространение
В настоящее время чеченцы — носители ауховского диалекта проживают:
| Русское название                  | Чеченское название                                     |
| Новолакское, Банай-Аул, Банай-Аух | Бони-Эвла, Бони-Ӏовх, Бони-Ӏавх                        |
| Чапаево, Кешен-Аух                | Кешен-Эвла, Кешен-Ӏовх, Кешен-Ӏавх                     |
| Новокули, Ярыксу-Аух              | ГӀачалкъа, ГӀачалкъа-Ӏовх, ГӀачалкъа-Ӏавх, Ӏалхан-Эвла |
| Новочуртах, Алты-Мирза-Юрт        | Алтмирз-Йурт                                           |
| Гамиях, Минай-Тугай               | Мини-АтагӀа                                            |
| Банай-Юрт, Бони-Йурт              | Бони-Йурт                                              |
| Ямансу, Лакхаотар                 | Лакха-Отар, Лакха-КӀотар                               |
| Зориотар                          | Зори-Отар, Зори-КӀотар                                 |
| Пешхойотар                        | Пешхойн-Отар, Пешхойн-КӀотар                           |
| Барчхойотар                       | Барчхойн-Отар, Барчхойн-КӀотар                         |
| Тухчар, Билт-Аух                  | Билт-Эвла, Билт-Ӏовх, Билт-Ӏавх                        |
| Калининаул, Юрт-Аух               | Ширча-Эвла, Ширча-Ӏовх, Ширча-Ӏавх                     |
| Ленинаул, Акташ-Аух               | Пхьарчхошка, Пхьарч-Эвла, Пхьарч-Ӏовх, Пхьарч-Ӏавх     |
| Кочкар-Юрт, Кочкар-Аух            | ГӀочкъар-Ӏовх, ГӀочкъар-Ӏавх, ГӀочкъар-Некъе-Эвл       |
| Солнечное                         | Баташ                                                  |
| Бамматюрт                         | Йоккха-Бамт-Йурт                                       |
| Бамматбекюрт                      | Бамматбек-Йурт                                         |
| Османюрт                          | Ӏосман-Йурт                                            |
| Симсир                            | Симсара                                                |
| Баташюрт                          | Баташ-Йурт                                             |
| Карланюрт                         | ГӀан-Йурт                                              |
| Хамавюрт                          | Хаама-Йурт                                             |
| Чагаротар                         | ЧӀагӀар-Отар, ЧӀагӀар-КӀотар                           |
| Умаротар                          | Ӏумар-Отар, Ӏумар-КӀотар                               |
| Абдурашидотар                     | Ӏабдрашид-Отар, Ӏабдрашид-КӀотар                       |
| Адильотар                         | Эдал-Отар, Эдал-КӀотар                                 |
| Кадыротар                         | Къеди-Отар, Къеди-КӀотар                               |
| Байрамаул                         | Байрам-Эвла                                            |
| Муцалаул                          | Муцал-Эвла                                             |
| Аксай                             | Аксай, Таьшкичу                                        |
| Борагангечув                      | БоргӀангечу, Салахь-Эвла                               |
| Новосельское                      | Керла-Йурт                                             |
| Нурадилово                        | Довт-Отар, Довт-КӀотар, Нурадиловн-Эвла, Нурадилово    |
| Покровское                        | Шовде                                                  |
| Чонтаул                           | Чонт-Эвла                                              |
| Бабаюрт                           | Баб-Йурт, Ботти-Йурт                                   |
| Герменчик                         | Гермчге                                                |
| Хасавюрт                          | Хаси-Эвла, Хаси-ГӀала                                  |